# Азорская пастушья собака

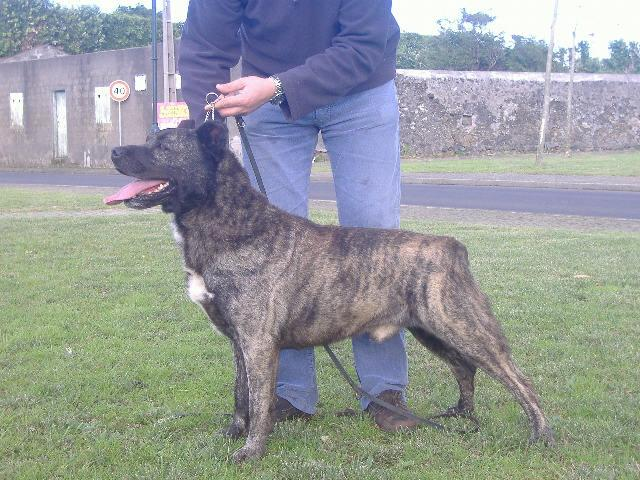

Азорская пастушья собака, или сан-мигельский фила (порт. Cão Fila de São Miguel) — порода собак секции Молоссы класса Догообразные, которая зародилась на Азорских островах — цепочке островов, которая является одним из автономных регионов Португалии (считается, что на острове Сан-Мигель). Порода первоначально использовалась для работы со скотом.

## История
Название породы связано с островом Сан-Мигел в Азорских островах, дано оно португальцами, селившимися там начиная с 1439 года. Ещё один из Азорских островов, остров Терсейра, известен скотоводством. Большие собаки, используемых в скотоводстве были доставлены на остров Сан-Мигел и внесли свой вклад в развитие породы.
Согласно первоначальному стандарту породы, существование азорской пастушьей собаки было зарегистрировано в начале XIX века. Стандарт породы был разработан и впервые опубликован в 1984 году. Данный стандарт был признан на международном уровне в 1995 году, когда стандарт был опубликован FCI. Хотя описания этой породы использовались и ранее, а порода считалась пастушьей, но сейчас эта порода используется в основном в качестве сторожевой породы и собаки-компаньона.
Традиционно, хвост был пристыкован, хотя такое в настоящее время во многих странах запрещено. Кроме того, уши были традиционно коротко острижены; уши обрезали собакам, использовавшихся для собачьих боёв и в боевых действиях. Причины традиционной короткой стрижки и традиционного закругления ушей неизвестны.
В литературе об этой породе написано, что собаки этой породы могут быть очень агрессивными, в характеристике написано, что они могут пригодиться в качестве пастушьей собаки (особенно у одичавшего стада), но они — потенциально опасные животные.
Сегодня азорские пастушьи собаки экспортируются в различные регионы мира, где их разводят в качестве редкой породы. Мелкие клубы и реестры (а иногда и отдельные крупные заводчики) пишут свои собственные версии стандарта породы, которые могут отличаться от международных, разработанных на Сан-Мигеле и признанных FCI. Собаки могут быть официально проданы по официальному названию породы, Cão Fila de São Miguel или по любому другому варианту из многочисленных вариантов названий и переводов.

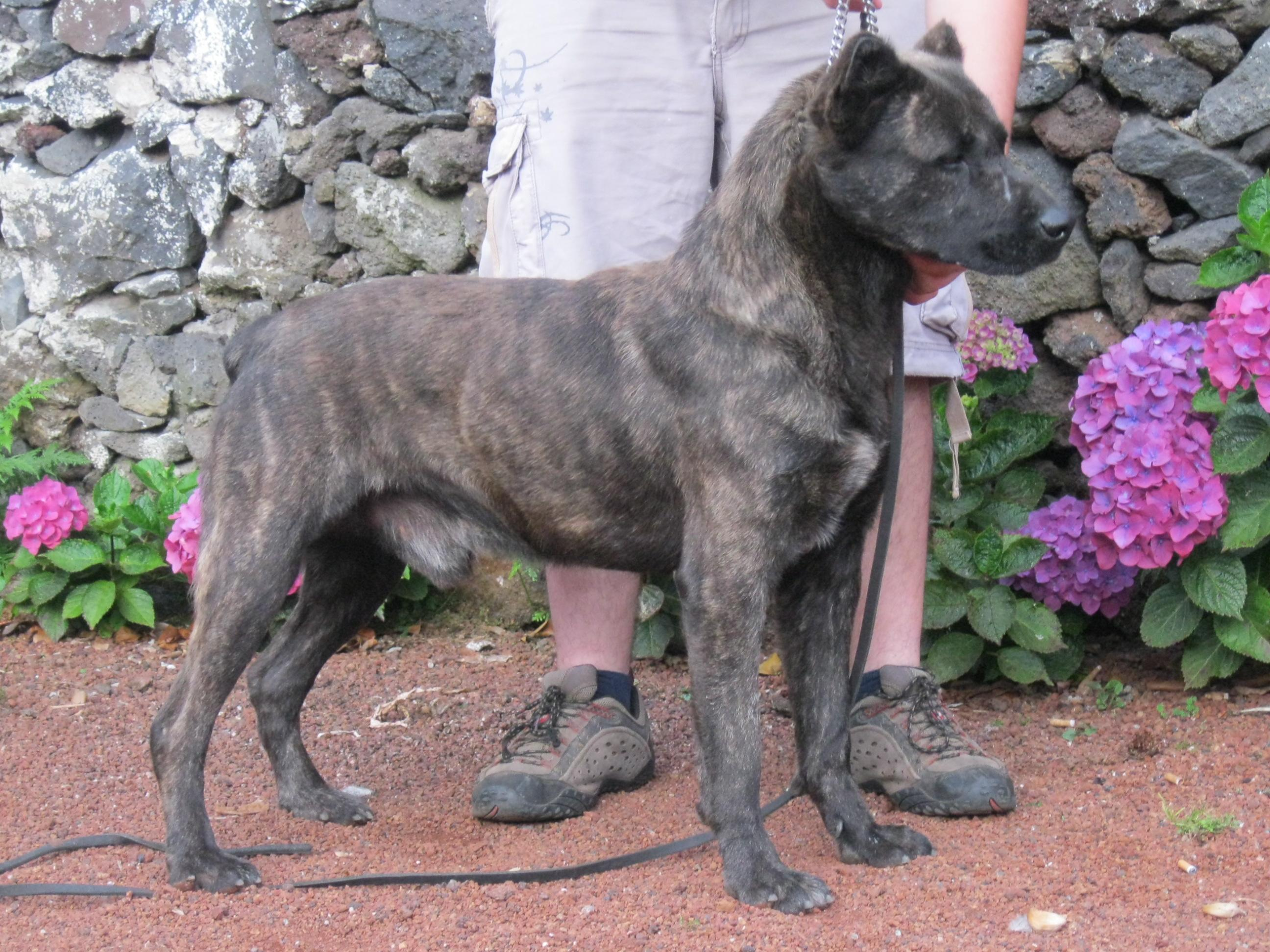

## Внешний вид
Азорская пастушья собака — большая, но не очень негабаритная собака. Рост до 60 см в холке и 35 кг в весе, у сук немного меньше.
Оси черепа (головы) азорской пастушьей собаки — две линии: верхняя проходит от центра затылочного гребня к точке, где встречаются носовые и лобные кости; нижняя является, можно сказать, продолжением носового желоба в обе стороны. Не параллельность этих линий характерна для пород собак с соотношением лица(морды) к черепу один к двум, например для бордоских догов.
Голова объемная. Череп широкий, слегка округлый. Морда короче, чем черепная часть головы, широкая.
Мочка носа широкая. Глаза среднего размера, овальной формы, выразительные, темно-каштанового цвета. Уши поставлены высоко. Форма у ушей треугольная, у основания они широкие, концы округлые. Губы плотно прилегают к челюстям, сухие. Нижняя губа изогнута. Челюсти очень сильные.
Шея мускулистая, средней длины. Корпус крепкий, с хорошо развитой грудной клеткой. Грудная клетка широкая. Поясница средней длины, крепкая.
Передние конечности сильные, прямые. Предплечье длинное, сильное. Запястье широкое. Рот широкий, относительно короткий. Лапы овальной формы, пальцы сильные, не слишком изогнутые. Когти хорошо сформированные, крепкие.
Задние конечности сильные, постав широкий. Бедренные кости длинные. Угол колена правильный. Голень средней длины, мускулистая.
Хвост средней длины, толстый у основания. Высоко посаженный, слегка изогнутый.
Движения сбалансированные и гибкие. При движении собака слегка виляет задней частью тела.
Шерсть короткая, гладкая, плотная, с подшерстком. На хвосте небольшая бахрома. Такой же волос в области седалищных бугров и на задних конечностях. Кожа толстая. Окрас олений, серый, светло-желтый, темно-желтый. Допускается пятнистость. Бывают белые пятна на лбу, на груди, а также на передних конечностях.

## Темперамент
Большие, агрессивные, рабочие собаки. Азорские пастушьи собаки должны быть хорошо обучены в самом раннем возрасте, если они будут использоваться в качестве домашнего животного, и уметь контролировать себя, когда вокруг незнакомые дети, или другие раздражающие факторы. Как и все рабочие собаки, они должны регулярно обучаться и работать. Темперамент отдельных собак может сильно различаться. Пригодность отдельных собак для конкретного вида работы может зависеть от качества обучения в раннем возрасте.
Эта порода создает глубокую связь со своим владельцем, будучи очень нежным, любящим и восприимчивым, но, несмотря на это, они агрессивны по отношению к незнакомым людям и другим собакам.
Когда им дано хорошее обучение, эти собаки становятся лучшими домашними животными для семьи, поскольку они очень умные и послушные по отношению к тем, кого они любят.

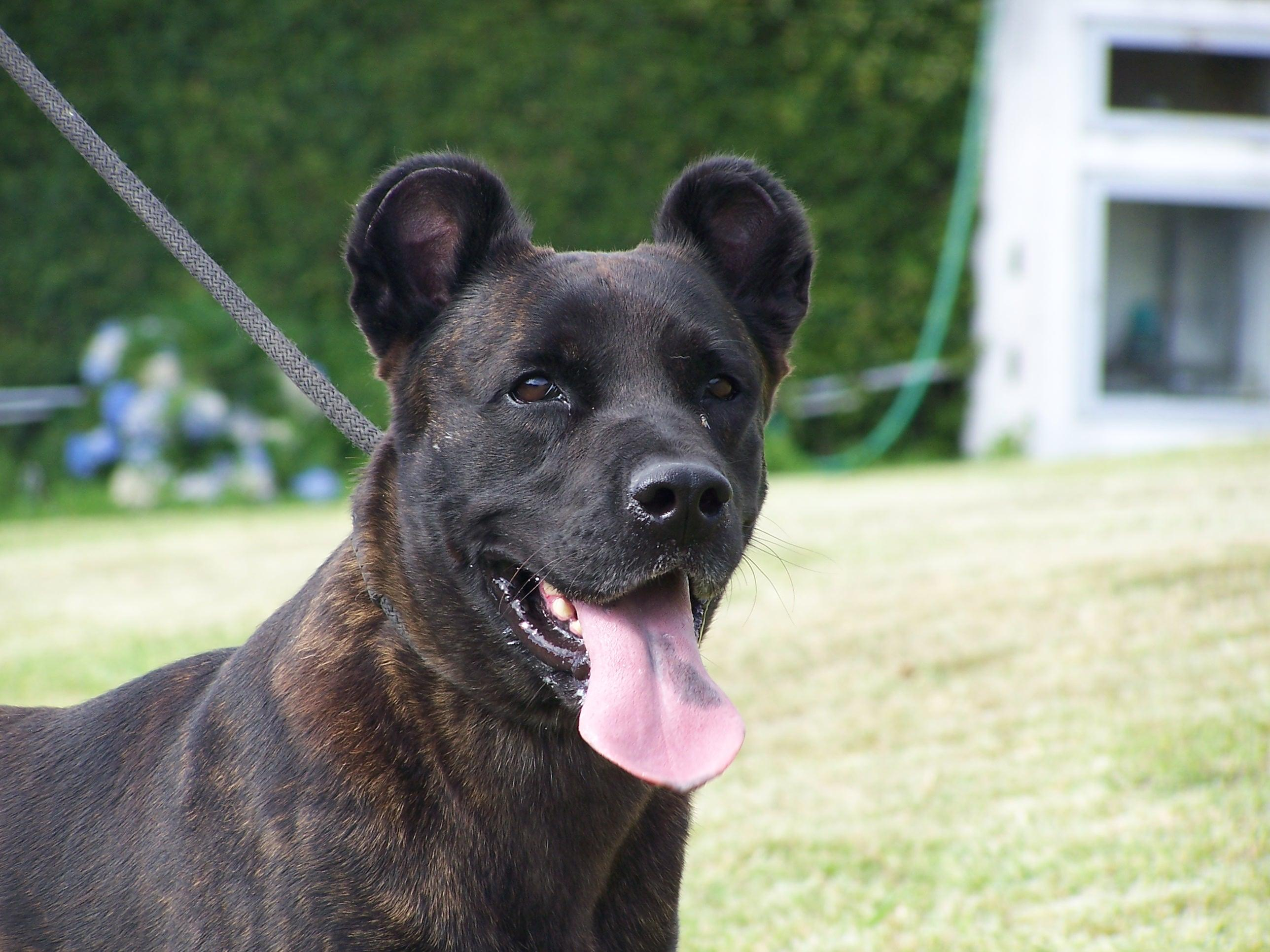

## Здоровье
Азорские пастушьи собаки из Португалии не имеют документальных проблем со здоровьем, но когда собаки разводятся в других местах, у них могут страдать локти, они могут заболевать дисплазией тазобедренного сустава и другими заболеваниями, например, связанными с грудью.